# Bereicherungsrecht (Deutschland)
Das Bereicherungsrecht ist ein Teilgebiet des deutschen Zivilrechts, das die Rückabwicklung rechtsgrundloser Vermögensverschiebungen zum Gegenstand hat. Die ungerechtfertigte Bereicherung ist in den §§ 812 bis 822 des Bürgerlichen Gesetzbuchs (BGB) als gesetzliches Schuldverhältnis geregelt. Dem Bereicherungsrecht steht die Möglichkeit der Rückabwicklung von Rechtsgeschäften über die Rücktrittsvorschriften der §§ 346 ff. BGB gegenüber, wobei die erfüllten primären Leistungspflichten dort in ein Rückgewährsschuldverhältnis umgewandelt werden und kein gesetzliches, sondern ein vertragliches Schuldverhältnis begründen.
Das Bereicherungsrecht enthält eine Mehrzahl von Ansprüchen, die nach römischrechtlichem Vorbild als Kondiktionen bezeichnet werden. Sie stehen demjenigen zu, auf dessen Kosten ein anderer ohne rechtlichen Grund einen vermögenswerten Vorteil erlangt hat und gestatten ihm, diesen ungerechtfertigten Vermögenserwerb auszugleichen. Dieser auszugleichende Vermögensvorteil kann auf einer Leistung, also einer bewussten und zweckgerichteten Vermehrung fremden Vermögens, beruhen oder in sonstiger Weise ohne den Willen aber auf Kosten des Bereicherungsgläubigers eingetreten sein, beispielsweise durch einen Eingriff des Schuldners in ein fremdes Recht. Regelfälle des Vermögensvorteils sind die Erlangung von Eigentum und Besitz an einer Sache, Gebrauchsmöglichkeit, unrichtige Grundbucheintragungen, die Befreiung von einer Verbindlichkeit oder die Inanspruchnahme einer Dienstleistung.

## Entstehungsgeschichte
Das deutsche Bereicherungsrecht wurzelt im römischen Recht. Entwickelt hat es sich aus der condictio, ein Herausgabeanspruch für ungerechtfertigte Bereicherungen, der bereits in frührepublikanischer Zeit im Wege des Legisaktionenverfahrens geltend gemacht wurde. Die condictio ihrerseits geht auf die römischen Rechtsinstitute des mutuum (Gegenstand waren Übereignungsgeschäfte) und der stipulatio (Verfahrensgegenstand waren Leistungsversprechen) zurück. Die rechtlich erfasste Übertragungsmöglichkeit von Sachwerten führte konsequenterweise dazu, dass zur Möglichkeit derer Rückabwicklung mehrere Kondiktionstypen entwickelt werden mussten; die gebräuchlichste war die condictio indebiti. Der Herausgabeanspruch richtete sich darauf, Leistungen zurückzufordern, mittels derer eine in Wahrheit nicht bestehende Schuld getilgt werden sollte.
Ausweislich der iustinianischen Gesetzgebung, enthalten im später so genannten Corpus iuris civilis, geht die Reputabilität der condictio auf ein bereits während der römischen Republik formuliertes und zur Zeit der Kaiserzeit dann präzisiertes „Billigkeitsrecht“ zurück. Das spätrömische Recht entwickelte hieraus eine subsidiäre condictio sine causa (generalis), die in der Folgezeit die wohldefinierten Einzeltatbestände langfristig zu verdrängen drohte und ihre Legitimation aus einem Pomponius-Diktum schöpfte:

“Iure naturae aequum est, neminem cum alterius detrimento et iniuria fieri locupletiorem.”

„Im Naturrecht ist es gerecht und billig, dass niemand unter Schaden und Unrecht für einen anderen reicher wird.“

Die mittelalterlichen Glossatoren und die Vertreter der Naturrechtslehre vermochten es später nicht, dem Kondiktionenrecht ein klares dogmatisches Profil zu verleihen, weswegen Einzelfallentscheidungen begannen dieses Rechtsgebiet zu prägen. Im 19. Jahrhundert bemühte sich die Rechtswissenschaft um Friedrich Carl von Savigny darum, das Bereicherungsrecht auf ein allgemeines Rechtsprinzip zu stützen. Den Ansatz dazu leitete Savigny aus der Erkenntnis des Philosophen Immanuel Kant her, der forderte, der „grundlosen Bereicherung des Anderen aus unserem Vermögen“ Einhalt zu gebieten. Der Einfluss Savignys führte zu einer Weiterentwicklung des gewählten Ansatzes und schuf insoweit die Grundlagen für eine pandektistische Doktrin des Bereicherungsrechts.
Die Gesetzesväter des BGB nahmen den Faden Savignys auf und unternahmen im Lichte der pandektistischen Ansätze der historischen Rechtsschule den Versuch, die ungerechtfertigte Bereicherung abstrakt zu beschreiben. Im Mittelpunkt des heutigen deutschen Bereicherungsrechts steht § 812 Abs. 1 BGB: Dieser verpflichtet denjenigen zur Herausgabe, der durch Leistung eines anderen oder in sonstiger Weise etwas ohne rechtlichen Grund erlangt.
Bis zur sogenannten ersten bereicherungsrechtlichen Wende durch Fritz Schulz stand die Rechtslehre auch nach Einführung des BGB noch in der pandektistischen Tradition Savignys. Schulz gelang mit der gedanklichen Entwicklung der „Eingriffskondiktion“ die Befreiung von römisch-rechtlichem Denken, weil er den Akzent von der Rechtsgrundlosigkeit der Vermögensverschiebung auf die Widerrechtlichkeit der Handlung verlagerte, was einen höheren Abstraktionsgrad schuf.
Mitte des 20. Jahrhunderts vollzog sich im Anschluss daran die zweite bereicherungsrechtliche Wende: Walter Wilburg öffnete 1934 den Blick der Wissenschaft für die grundlegenden Unterschiede zwischen Leistungs- und Nichtleistungskondiktion und verzichtete in Abkehr gar von der Savignyschen Kondiktionenlehre auf den Ansatz, alle Bereicherungsfälle auf ein einheitliches Prinzip zurückführen zu wollen. Ernst von Caemmerer unterstützte 1954 Wilburgs Thesen und präzisierte dessen Ansatz, in der Nichtleistungskondiktion ein eigenständiges dogmatisches Institut zu sehen. Er bereitete so den Weg für die sogenannte Trennungslehre, die heutzutage vorherrschend ist.
Durch die dogmatische Trennung zwischen Leistungs- und Nichtleistungskondiktion konnte die lange schwelende Gefahr gebannt werden, das Bereicherungsrecht als „übergeordnetes Billigkeitsrecht“ anzusehen. Besonderen Anlass für diese Sichtweise gibt § 816 BGB, der verdeutlicht, dass das Bereicherungsrecht allenfalls die Wertungen vollziehen kann, die an anderen Gesetzesstellen formuliert sind. Sein Gesetzeswortlaut regelt insoweit nicht, sondern er setzt voraus, welche Verfügungen eines Nichtberechtigten wirksam sind. Dass Grenzfälle denkbar bleiben, die eine Unterscheidung im Sinne der Trennungslehre erschweren, zeigt der 1971 vom Bundesgerichtshof (BGH) entschiedene Flugreisefall (siehe auch unten).

## Leistungskondiktionen
Das Gesetz sieht mehrere Kondiktionen vor, mit denen eine Leistung zurückgefordert werden kann.

### Allgemeine Leistungskondiktion (condictio indebiti), § 812 Abs. 1 S. 1 Alt. 1 BGB
Der Grundtatbestand der Leistungskondiktion ist in § 812 Abs. 1 S. 1 Alt. 1 BGB normiert und leitet sich aus der römischrechtlichen condictio indebiti her. Der Anspruchssteller kann hiernach einen Bereicherungsgegenstand herausfordern, der ohne rechtlichen Grund an den Anspruchsgegner geleistet worden ist. Bei dieser Normalternative fehlt der rechtliche Grund für die Leistung von Anfang an. Sie erfasst Leistungen „solvendi causa“, die der Tilgung einer tatsächlich nicht bestehenden Verbindlichkeit dienen (Leistung auf eine Nichtschuld). Nach der Rechtsprechung des BGH genügt auch die Leistung auf eine Schuld aus einem schwebend unwirksamen Geschäft sowie die erfolglose Leistung auf eine einredefrei bestehende Schuld.
Zur Verdeutlichung der Tatbestandsmerkmale der Leistungskondiktion sei an dieser Stelle folgendermaßen ausgeführt:

#### Bereicherungsgegenstand („erlangtes Etwas“)
Das erlangte Etwas im Sinne des § 812 Abs. 1 kann jeder Vermögensvorteil sein, so Eigentum, Besitz, Gebrauchsmöglichkeiten an einer Sache, unrichtige Grundbucheintragungen, Pfandrechte oder Anwartschaftsrechte. Weiterhin kommen persönliche Rechte wie Forderungen und Nutzungsrechte oder vorteilhafte Rechtsstellungen wie die Befreiung von Verbindlichkeiten in Betracht. Kondizierbar ist auch ein Bereicherungsanspruch selbst, die Kondiktion der Kondiktion. Die Bestimmung des Bereicherungsgegenstands erfolgt somit in Anlehnung an die römischrechtlichen Vorläufer des deutschen Bereicherungsrechts gegenstandsbezogen: kondiziert werden konkrete Rechtspositionen, nicht etwa deren finanzieller Gegenwert.
Eine Gegenansicht verlangt begrifflich keine Gegenstandsorientierung, sondern erkennt im erlangten Etwas reine Vermögensorientierung, Vermögenszuwachs beim Anspruchsgegner. Diese Sichtweise liegt dem Flugreisefall zugrunde: Ein Minderjähriger hatte eine Flugreise erschlichen und der BGH wertete die Ersparnis der Kosten eines Flugtickets als erlangt. Gegen diese Ansicht wendet die vorherrschende Auffassung ein, dass sie unvereinbar mit der Gesetzessystematik sei, weil sich die Frage des Werts des Bereicherungsgegenstands erst auf Rechtsfolgenebene stelle.

#### Leistung des Gläubigers
Leistung ist die bewusste und zweckgerichtete Vermehrung fremden Vermögens. Eine Leistung bestimmt sich nach dem Parteiwillen. Ist der Parteiwille dissentiv, wird er aus Sicht des Empfängers beurteilt.
Die Bestimmung des Leistungszwecks ist bedeutsam, wenn in den Bereicherungsausgleich mehr als zwei Personen involviert sind, da die Rückabwicklung grundsätzlich innerhalb der jeweiligen Leistungsbeziehungen erfolgt.

#### Ohne Rechtsgrund (Mangel des rechtlichen Grundes)
Eine condictio indebiti setzt einen verfehlten Leistungszweck voraus, weshalb letztlich „ohne Rechtsgrund“ geleistet wurde.
Die Erfüllung einer Verbindlichkeit wird zweckverfehlt, wenn diese nicht besteht, beispielsweise ein Kaufvertrag als Rechtsgrund für die Übereignung einer Sache. Ist dieser unwirksam, etwa aufgrund mangelnder Geschäftsfähigkeit einer Partei, erfolgt die Übereignung rechtsgrundlos, da ein nichtiger Kaufvertrag keinen Übereignungsanspruch an der Kaufsache auslöst. Die Übereignung hat dann keine Erfüllungswirkung. Ein Kaufpreisanspruch besteht mangels vertraglicher Grundlage ebenfalls nicht. Der Verkäufer hat somit ein Interesse daran, die Kaufsache zurückzufordern. Einen Herausgabeanspruch kann der Verkäufer nicht auf sein Eigentum an der Kaufsache stützen, denn er hatte ihn durch die Übereignung an den Käufer verloren; der unwirksame zugrundeliegende Kaufvertrag berührt andererseits nicht das Übereignungsgeschäft, weil das deutsche Recht nach dem Trennungs- und Abstraktionsprinzips verfährt und die Rechtsgeschäfte aufteilt. Der Käufer kann die Sache deshalb über die allgemeine Leistungskondiktion herausfordern: Indem der Verkäufer übereignet, um seine vermeintliche Verbindlichkeit zu erfüllen, erbringt er eine Leistung an seinen Käufer. Auf diese Leistung hat der Käufer allerdings kein Anspruch, da der Kaufvertrag nichtig ist. Der Verkäufer hat ohne Rechtsgrund geleistet.
Die zentrale Funktion der allgemeinen Leistungskondiktion liegt damit in der Rückabwicklung gescheiterter Verträge.

#### Ausschluss der Kondiktion
Das Gesetz kennt verschiedene Kondiktionssperren:
Erster Fall ist die Leistung, die bewirkt wird trotz Kenntnis einer fehlenden Rechtspflicht gemäß § 814 Alt. 1 BGB. Die Regelung ist eine Ausprägung des Verbots widersprüchlichen Verhaltens: wer weiß, dass er eine Leistung ohne Rechtsgrund erbringt, verhält sich widersprüchlich, wenn er diese später zurückfordert, weil sie nicht geschuldet ist. Sofern jemand an einer rechtlichen Verpflichtung zur Leistung zweifelt, etwa weil er nicht weiß, ob ein Vertrag besteht, muss er unter Vorbehalt leisten, um nicht Gefahr zu laufen, dass eine spätere Kondiktion an § 814 Alt. 1 BGB scheitert.
Gemäß § 814 Alt. 2 BGB ist die Leistungskondiktion ausgeschlossen, wenn die Leistung einer sittlichen Pflicht oder einer auf den Anstand zu nehmenden Rücksicht entspricht. Dies ist etwa der Fall, wenn jemand einem Angehörigen Unterhalt zahlt, weil er verkennt, dass ihn keine Unterhaltspflicht trifft. § 814 Alt. 2 BGB findet im Alltag ferner Anwendung bei Zahlung von Trinkgeld. Auch hier ist eine Kondiktion ausgeschlossen.
§ 817 S. 2 BGB blockiert das Rückgabeverlangen, wenn die Leistung gegen Gesetze oder die guten Sitten verstößt. Überwiegend wird die Regelung als gesetzliche Rechtsschutzverweigerung angesehen: Wer sich durch missbilligtes Handeln außerhalb der Rechtsordnung bewege, könne nicht durch diese geschützt werden. Die Regelung, die sich systematisch lediglich auf die Kondiktion nach § 817 S. 1 BGB bezieht, findet auf alle Leistungskondiktionen Anwendung. Sie bringt ein übergeordnetes Prinzip des BGB zum Ausdruck: Rechtsschutz gebührt niemandem, wenn er sein Handeln außerhalb der Rechtsordnung orientiert. Praktisch bedeutsam sind die Fälle der Gewährung wucherischer Darlehen. Ähnliches gilt für Schwarzarbeit.

### Condictio ob causam finitam, § 812 Abs. 1 S. 2 Alt. 1 BGB
Der in § 812 Abs. 1 S. 2 Alt. 1 BGB geregelte Anspruch der condictio ob causam finitam erfasst, ebenso wie die condictio indebiti, Fälle einer rechtsgrundlosen Leistung. Im Unterschied zu ihr fällt der anfänglich vorhandene Rechtsgrund für die Leistung nachträglich weg.
Der Anwendungsbereich der condictio ob causam finitam ist eng, denn gesetzlich gehen zahlreiche Sonderregelungen des nachträglichen Fortfalls eines Rechtsgrunds der Kondiktion vor, etwa Rücktritts- und Widerrufsregelungen. Raum verbleibt allerdings für die Fälle des Eintritts auflösender Bedingungen der Befristung, Kündigung oder für sonstige Arten der Vertragsaufhebung. Auch der Schenkungswiderruf oder der Wegfall eines Versicherungsfalls, beispielsweise weil die gestohlene Sache wieder auftaucht, unterfallen der condictio ob causam finitam. Die Anfechtung ist hiervon nicht betroffen, da die Anfechtung das Rechtsgeschäft rückwirkend (lat. ex tunc) vernichtet.
Ausgeschlossen ist die condictio ob causam finitam, wenn die Leistung gegen Gesetze oder die guten Sitten verstößt. § 814 BGB findet auf diesen Kondiktionstyp hingegen weder direkt noch entsprechend Anwendung: Da im Zeitpunkt der Leistung ein Rechtsgrund bestand, können beide Alternativen des § 814 BGB in Fällen der condictio ob causam finitam tatbestandlich nicht erfüllt sein.

### Condictio ob rem, § 812 Abs. 1 S. 2 Alt. 2 BGB
§ 812 Abs. 1 S. 2 Alt. 2 BGB normiert die Kondiktion wegen Zweckverfehlung (Condictio causa data non secuta). Rechtsgrund der Kondiktion ist dabei der Nichteintritt des mit der Leistung nach dem Inhalt des Geschäfts bezweckten Erfolges. Außerhalb der bloßen Erwartungen des Leistenden beziehungsweise der Nichterfüllung einer Verbindlichkeit, werden zwei Fallgruppen erfasst: einerseits die „Leistung ohne Verpflichtung“, andererseits die „Leistung zu einem außerhalb der Erfüllung liegenden Erfolges“.
Beispielsfälle der „Leistung ohne Verpflichtung“ können Fälle der nicht geschuldeten Vorleistung sein: Jemand leistet eine Anzahlung, um den Leistungsempfänger zum Vertragsabschluss zu bewegen. Diese kann herausverlangt werden, wenn der Vertragsschluss ausbleibt. Der anderen Partei muss dieser Zweck bekannt gewesen und von ihr gebilligt worden sein. Ähnlich liegen Leistungsabsichten, die zu einem bestimmten Verhalten motivieren sollen, etwa das Absehen von einer Strafanzeige.
Umstritten ist die Anwendbarkeit des Anspruchs aus § 812 Abs. 1 S. 2 Alt. 2 BGB in der zweiten Fallgruppe, der „Leistung zu einem Erfolg jenseits der Erfüllung“. Eine Verbindlichkeit sollte erfüllt werden und wurde auch erfüllt, der bezweckte Erfolg ging allerdings darüber hinaus. Dessen Nichteintritt begründet – so man der Ansicht folgt – die condictio ob rem. Dagegen spricht, dass durch die Anwendbarkeit des Bereicherungsanspruchs speziellere Regelungen, so beispielsweise die Störung der Geschäftsgrundlage nach § 313 BGB, umgangen würden. Insbesondere gilt dies für die früher zumeist ebenfalls unter die condictio ob rem subsumierte Fallgruppe der „enttäuschten Vergütungserwartung“, die nicht auf eine (eigene oder fremde) Verpflichtung hin erbracht worden ist.
Die Zweckverfehlungskondiktion ist gemäß § 815 Alt. 1 BGB ausgeschlossen, wenn die Realisierung des Zwecks von Anfang an unmöglich ist und der Leistende dies im Zeitpunkt der Leistung weiß. § 815 Alt. 2 BGB schließt die Kondiktion aus, wenn der Leistende den Eintritt des Zwecks treuwidrig verhindert. Diese Ausschlussgründe beruhen auf der Erwägung, dass eine Kondiktion bei widersprüchlichem Verhalten nicht möglich sein soll. Weiterhin ist die Kondiktion gemäß § 817 S. 2 BGB ausgeschlossen, wenn es bei der Leistung zu einem Gesetzes- oder Sittenverstoß kommt.

### § 813 BGB
§ 813 Abs. 1 S. 1 BGB erweitert die condictio indebiti (§ 812 Abs. 1 S. 1, Alt. 1 BGB) auf den Fall, dass die Schuld zwar besteht, deren Durchsetzbarkeit jedoch eine dauerhafte Einrede entgegensteht, etwa die Arglisteinrede, die Einrede der unerlaubten Handlung und die der Treuwidrigkeit. Die Interessenlage ist mit derjenigen vergleichbar, die besteht, wenn die Leistung ohne Rechtsgrund erbracht wird, weshalb sie kondizierbar sein soll.
§ 813 Abs. 1 S. 2 BGB regelt einen Ausnahmefall, die Einrede der Verjährung: Könnte eine freiwillige Leistung auf eine verjährte Forderung zurückverlangt werden, beeinträchtigte dies die Funktion des Gesetzeszwecks der Verjährung, die Schaffung von Rechtsfrieden. Eine Leistung soll hier nicht zurückgefordert werden dürfen.
Gemäß § 813 Abs. 2 BGB ist die Rückforderung weiterhin ausgeschlossen, wenn der Anspruchssteller auf eine Verbindlichkeit leistet, die noch nicht fällig ist. Verhindert soll werden, dass der Gläubiger eine Leistung kondiziert, die er nach Eintritt der Fälligkeit wieder zurückzugewähren hätte. Schließlich finden die Ausschlussgründe der §§ 814 und 817 S. 2 BGB auf die Kondiktion § 813 BGB Anwendung.

### Condictio ob turpem vel iniustam causam, § 817 S. 1 BGB
§ 817 S. 1 BGB räumt das Recht ein, eine Leistung zurückzufordern, wenn deren Empfänger durch ihre Annahme gegen ein gesetzliches Verbot oder gegen die guten Sitten verstößt. Grundsätzlich verbleibt der Norm kaum Anwendungsbereich, da Leistungen solvendi causa regelmäßig bereits von der condictio indebiti erfasst sind. Ein Grundgeschäft bleibt aber beispielsweise gültig, sodass der Vorwurf eines Gesetzes- oder Sittenverstoßes nicht erhoben werden kann, wenn der Leistende bei einer Erpressung die Sache hingibt; ein Vorwurf kann nicht ihn, sondern nur den Empfänger treffen. Der Sitten- (§ 138 BGB) oder auch der Normverstoß (§ 134 BGB) durch beide Parteien führt andererseits zur Unwirksamkeit des Verpflichtungsgeschäfts.
Eigenständige Bedeutung hat der Anspruch aus § 817 S. 1 BGB neben dem vorgenannten Fall, wenn die condictio indebiti beispielsweise durch § 814 BGB ausgeschlossen ist, weil der Leistende das Fehlen einer Verbindlichkeit kannte. Gleiches gilt für den Fall, dass die condictio ob rem versagt, weil entweder der vereinbarte Erfolg eingetreten ist, oder einer der Ausschlussgründe des § 815 BGB greift.
Ausschlusstatbestand ist hier § 817 S. 2 BGB. Umstritten ist, ob auf subjektiver Tatbestandsebene Kenntnis beziehungsweise mindestens grobfahrlässige Unkenntnis in Bezug auf die rechtliche Missbilligung des Handelns erforderlich ist. Die Rechtsprechung fordert dies. Teile der Literatur lassen dagegen den bloßen objektiven Verstoß ausreichen, da die subjektive Seite der Beteiligten für den Normzweck nicht von Bedeutung sei.

## Nichtleistungskondiktionen
Im Gegensatz zur Leistungskondiktion, die eine durch Leistung bewirkte Vermögensverschiebung rückgängig macht, verfolgt der Anspruchsteller mit der Nichtleistungskondiktion die Rückerlangung von etwas in sonstiger Weise auf seine Kosten Erlangtem. Hauptanwendungsfall ist die Eingriffskondiktion, bei der sich der Bereicherte etwas durch eigene Handlung („Eingriff“) selbst verschafft hat. Das Bereicherungsrecht kennt mehrere Nichtleistungskondiktionen.

### Allgemeine Nichtleistungskondiktion, § 812 Abs. 1 S. 1 Alt. 2 BGB
Die allgemeine Nichtleistungskondiktion knüpft wie die Leistungskondiktion daran an, dass der Anspruchsgegner „etwas ohne Rechtsgrund erlangt“ hat. Dies ist der Fall, wenn er um einen Vorteil bereichert ist, der rechtlich dem Anspruchsteller zugewiesen ist. Eine Zuweisungsregelung enthält beispielsweise § 903 BGB, der dem Eigentümer einer Sache deren Wert, die Nutzungen und die sonstigen Gebrauchsvorteile zuspricht. Im Urheberrecht wird dem Urheber das Recht auf wirtschaftliche Verwertung seines Werks zugewiesen. Hier ist jedoch regelmäßig § 97 UrhG lex specialis.
Die Bereicherung muss „auf Kosten“ des Anspruchstellers erfolgt sein: ein Tatbestandsmerkmal, das nach vorherrschender Ansicht nur für die Nichtleistungskondiktion von Bedeutung ist und Gläubiger sowie Schuldner des Bereicherungsanspruchs festlegt. Zur Beschränkung des potentiellen Schuldnerkreises stellt die Rechtsprechung auf Unmittelbarkeit des gewinn- und verlustbringenden Ereignisses ab, welche fehlt, wenn ein Zwischenerwerb zwischengeschaltet ist. „Auf Kosten“ besitzt bei der Eingriffskondiktion eine besonders große Bedeutung, da oft nicht eindeutig ist, wer aus einem Eingriff eine Bereicherung erzielt, die einem anderen gebührt. Auf wessen Kosten ein Eingriff erfolgt, beurteilt sich nach wirtschaftlichen und rechtlichen Wertungen im Einzelfall.
Die allgemeine Nichtleistungskondiktion kennt drei Erscheinungsformen: die Eingriffs-, die Rückgriffs- und die Verwendungskondiktion (auch: Aufwendungskondiktion).

#### Eingriffskondiktion
Nach Ansicht einiger Autoren, kann mittels Eingriffskondiktion die Bereicherung herausverlangt werden, die der Schuldner sich durch Eingriff in den Zuweisungsgehalt eines fremden Rechts verschafft, sofern sie sich in Widerspruch zur gesetzlichen Güterzuordnung setzt, wobei nicht jeder rechtswidrige Eingriffe erfasst wird. Die von anderen Autoren vertretene Rechtswidrigkeitstheorie sieht demgegenüber lediglich rechtswidrige Eingriffe als tatbestandsmäßig an.

##### Eingriffsobjekte
Das Eigentumsrecht weist dem Eigentümer die umfassende rechtliche Gewalt über eine Sache zu, woraus das Recht zur alleinigen Nutzung folgt. Zieht ein anderer aus dem Gebrauch oder dem Verbrauch der Sache unstatthafte Vorteile, liegt ein Eingriff in das Recht des Eigentümers vor. Beispiel: Das Verfeuern fremden Brennholzes. Auch die Verwertung einer schuldnerfremden Sache in der Zwangsvollstreckung stellt einen Eigentumseingriff dar. Der betroffene Eigentümer kann den Verwertungserlös mittels Eingriffskondiktion herausverlangen, sofern deren übrigen Tatbestandsvoraussetzungen vorliegen.
Der Zuweisungsgehalt von Immaterialgüterrechten, etwa Urheber- und Patentrechten, umfasst die Befugnis zur wirtschaftlichen Verwertung des Rechts. So greift beispielsweise jemand in das Urheberrecht des Fotografen ein, der ein von diesem hergestelltes Bild verwendet; fehlt eine Lizenz, geschieht dies ohne Rechtsgrund. Entsprechendes gilt, wenn jemand ein fremdes Patent oder Gebrauchsmuster verletzt.
Das allgemeine Persönlichkeitsrecht besitzt mehrere Ausprägungen, die einen Zuweisungsgehalt besitzen, etwa das Recht am eigenen Bild nach § 22 des Kunsturhebergesetzes. In diesen Zuweisungsgehalt greift rechtsgrundlos ein, wer das Abbild eines anderen ohne dessen Erlaubnis oder ohne gesetzliche Gestattung veröffentlicht. Das Namensrecht weist dem Namensträger das Recht zum Gebrauch des Namens zu.
Eingriff in diesem Sinne ist auch die Anmaßung einer vorteilhaften Rechtsstellung, etwa der Eintrag als Inhaber einer Domain, ohne hierzu berechtigt zu sein. Entsprechendes gilt für Grundbucheintragungen und Urkunden. Keinen eigenen Zuweisungsgehalt besitzt das im Deliktsrecht anerkannte Recht am eingerichteten und ausgeübten Gewerbebetrieb, da sich aus ihm keine Rechtspositionen ergeben, die sich ein Dritter anmaßen kann.

##### Rechtsgrundlosigkeit des Eingriffs
Ein Eingriff erfolgt rechtsgrundlos, wenn er nicht durch das Gesetz gebilligt ist. Eine gesetzliche Billigung besteht beim gutgläubigen Erwerb, sodass eine Eingriffskondiktion gegen den gutgläubigen Erwerber grundsätzlich nicht möglich ist. Keinen Rechtsgrund stellt demgegenüber der gesetzliche Eigentumserwerb durch Verbindung, Vermischung oder Verarbeitung dar, da § 951 BGB in solchen Fällen einen Bereicherungsausgleich ausdrücklich vorsieht.

#### Verwendungskondiktion (Aufwendungskondiktion)
Die Verwendungskondiktion findet Anwendung, wenn Aufwendungen auf eine fremde Sache getätigt werden, ohne dass eine Leistung vorliegt. Wer in Unkenntnis ein fremdes Haus mit eigener Farbe streicht, gibt freiwillig ein Vermögensopfer her (Farbe, Pinsel), das einem Dritten zugutekommt. Zweifellos kann von einer Aufwendung gesprochen werden. Dem Aufwendenden fehlt jedoch der Leistungswillen für den Dritten, sodass ein Anspruch aus Nichtleistungskondiktion in Frage kommt.
Die Konkurrenz zu anderen Ansprüchen gibt der Aufwendungskondiktion einen lediglich eingeschränkten Anwendungsbereich: Als unberechtigtem Besitzer einer Sache, besteht zwischen dem Aufwendenden und dem Eigentümer ein Eigentümer-Besitzer-Verhältnis, das vorrangig den Aufwendungsersatz regelt. Auch die Geschäftsführung ohne Auftrag genießt Vorrang vor dem Bereicherungsrecht. Macht jemand Aufwendungen auf eine fremde Sache, die er nicht unrechtmäßig besitzt und die er für eine eigene hält, kommt die Aufwendungskondiktion zur Anwendung.
Für die Bestimmung des Anspruchsumfangs stellt sich bei der Aufwendungskondiktion oftmals das Problem, dass der Bereicherte kein Interesse an der Bereicherung hat, diese sich für ihn vielmehr als aufgedrängt darstellt. Kann der Bereicherungsgegenstand so wie erlangt, herausgegeben werden, kann in natura herausgegeben werden. Anders verhält es sich, wenn das nicht geht, wie im vorbeschriebenen Fall des Hausanstrichs. Der Bereicherte hat in solchen Fällen nach § 818 Abs. 2 BGB Wertersatz zu leisten. Im Fall einer aufgedrängten Bereicherung wäre dies jedoch unangemessen, da außer Acht bliebe, dass der Gegner des Bereicherunganspruchs kein Interesse an der Bereicherung hat. Daher entfällt nach allgemeiner Auffassung dessen Pflicht, Wertersatz zu leisten. Uneinigkeit besteht lediglich darüber, auf welchem dogmatischen Weg dies erreicht werden kann.

#### Rückgriffskondiktion
Auch die Rückgriffskondiktion ist eine subsidiäre Kondiktionsform. Vorrang haben der gesetzliche Forderungsübergang, die Abtretung, die Geschäftsführung ohne Auftrag und Ausgleichspflichten unter Gesamtschuldnern gemäß § 426 BGB.
Die Rückgriffskondiktion umfasst Fälle, in denen jemand infolge einer Handlung des Anspruchsstellers von einer eigenen Verbindlichkeit befreit wird. Dies trifft insbesondere zu, wenn dieser bewusst eine fremde Verbindlichkeit erfüllt. Der Erfüllende kann dafür Ausgleich verlangen.
Umstritten ist, ob die Rückgriffskondiktion auch bei irrtümlichen Zahlungen auf eine fremde Schuld in Betracht kommen kann, etwa wenn jemand Heilbehandlungskosten für einen anderen in der fälschlichen Annahme bezahlt, hierzu verpflichtet zu sein. Der Streit beruht auf der Frage, ob es zulässig sein kann, eine Tilgungsbestimmung zu einer Leistung nachträglich zu ändern, im Nachhinein also zu deklarieren, nicht auf eigene, sondern fremde Schuld geleistet zu haben. Das wird einerseits als „billig“ erachtet. Entgegengehalten wird dem andererseits, dass sich der irrtümlich Leistende durch seine Einmischung die Abwicklung des fremden Schuldverhältnisses erschwere und hierdurch die Stellung des Schuldners möglicherweise verschlechtert. So kann der Schuldner dem Gläubiger gegebenenfalls eine Einrede entgegenhalten, die er dem irrtümlich Leistenden nicht entgegenhalten kann. Zur Problemlösung wird regelmäßig § 404 BGB (Abtretungsrecht) analog angewandt. Einreden gegenüber dem früheren Gläubiger können demnach dem neuen Gläubiger entgegengehalten werden. Analoge Anwendung findet ebenfalls § 406 BGB.

### Entgeltliche Verfügung eines Nichtberechtigten, § 816 Abs. 1 S. 1 BGB
Über ein Recht kann grundsätzlich nur verfügen, wer es selbst innehat. Allerdings macht das Gesetz aus Verkehrsschutzerwägungen dazu einige Ausnahmen. Bedeutender gesetzlicher Fall ist der gutgläubige Erwerb vom Nichtberechtigten, der beispielsweise vorliegt, wenn jemand aus einem Leihvertrag an einer Sache Besitz hält und diese ohne Absprache mit dem Eigentümer an einen Dritten veräußert. Erweckt der Veräußerer beim Dritten den Anschein, er sei Eigentümer der Sache und vertraut der Dritte darauf, so erwirbt dieser gemäß § 932, § 933 oder § 934 BGB gutgläubig Eigentum. Die fehlende Berechtigung des Veräußerers steht dem nicht entgegen, da das Gesetz dem Schutz des Erwerbers in diesen Fällen Vorrang gegenüber dem Schutz des früheren Eigentümers einräumt. Der Eigentümer kann wegen dieses Schutzes nicht gegen den gutgläubigen Erwerber vorgehen, auch nicht bereicherungsrechtlich. Ansprüche stehen ihm aber gegen den unberechtigten Veräußerer aus § 816 Abs. 1 S. 1 BGB zu. Die vorherrschende Auffassung klassifiziert den Anspruch als besonderen Fall einer Eingriffskondiktion, die es dem früheren Rechtsinhaber ermöglicht, vom Verfügenden das herauszuverlangen, was dieser durch die Verfügung unberechtigt erlangt.
§ 816 Abs. 1 S. 1 BGB setzt voraus, dass der Nichtberechtigte eine entgeltliche Verfügung vorgenommen hat, wozu die Aufhebung, Übertragung, Belastung oder inhaltliche Veränderung eines Rechts gehören, etwa durch Übereignung oder Abtretung. Keine Verfügungen sind Hoheitsakte, da sie kein rechtsgeschäftliches Handeln darstellen. Realakte, wie die Besitzüberlassung an einen Untermieter, sind ebenfalls keine Verfügungen. Kern der Nichtberechtigung ist die fehlende Verfügungsbefugnis, von der gemäß § 816 Abs. 1 S. 1 BGB wirksam Gebrauch gemacht worden sein muss. Der Berechtigte kann die fehlende Verfügungsbefugnis gemäß § 185 BGB durch Genehmigung heilen und so die Wirksamkeit des Rechtsgeschäfts herbeiführen.
Umstritten ist, was als „erlangter Vorteil“ anzusehen ist. Die Rechtsprechung und Teile der Lehre erblicken im „Vorteil“ den Erlös der Verfügung. Andere zielen nicht auf den Erlös ab, sondern auf die durch die Verfügung erlangte Befreiung von der eigenen Verbindlichkeit zur Übereignung. Da diese nicht in natura herausgegeben werden könne, schulde der Veräußerer Wertersatz für den Verfügungsgegenstand.

### Unentgeltliche Verfügung eines Nichtberechtigten, § 816 Abs. 1 S. 2 BGB
Der Anspruch aus § 816 Abs. 1 S. 2 BGB schließt an § 816 Abs. 1 S. 1 BGB an und ist einschlägig, wenn die Verfügung des Nichtberechtigten unentgeltlich erfolgt, der Erwerber also keine Gegenleistung erbringen muss. Ein Anspruch aus § 816 Abs. 1 S. 1 BGB geht in diesem Fall ins Leere, da der Veräußerer nicht um einen Veräußerungserlös bereichert ist. Zum Schutz desjenigen, in dessen Recht durch die Verfügung eingegriffen wird, ermöglicht es § 816 Abs. 1 S. 2 BGB diesem daher, die Herausgabe des Bereicherungsgegenstands von demjenigen zu verlangen, der durch die unentgeltliche Verfügung begünstigt worden ist. Zwar hat dieser in rechtmäßiger Weise den Bereicherungsgegenstand erworben, allerdings betrachtet das Gesetz diesen Erwerb als vermindert schutzwürdig, da der Erwerber nichts aufgewendet hat, um den Gegenstand zu erhalten.
Am Normzweck werden die Schwächen des unentgeltlichen Erwerbs offenbar. § 816 Abs. 1 S. 2 BGB korrigiert nämlich auf schuldrechtlicher Ebene dingliche Vorschriften über den Erwerb vom Nichtberechtigten kraft Redlichkeit. Die Korrektur glückt, weil in den Sachzusammenhängen der §§ 892 f. (öffentlicher Glaube des Grundbuchs), §§ 932 ff. (gutgläubiger Erwerb von beweglichen Sachen), § 1138 (öffentlicher Glaube des Grundbuchs bei Immobiliarpfandrechten) und § 1207 (Verpfändung durch Nichtberechtigten) nicht darauf abgestellt wird, ob der Redliche für seinen Erwerb ein „Opfer“ in Form einer Gegenleistung erbracht hat. Derjenige, der ein Recht verliert, soll letztlich stärker geschützt werden als der unentgeltliche Erwerber. Problematisch ist noch der Fall, dass der unentgeltliche Erwerber die Sache weiterverschenkt hat, denn kraft Redlichkeit verfügt er sachenrechtlich als Berechtigter und § 816 Abs. 1 S. 2 BGB versagt seinen Dienst. Als Korrektiv kommt in diesen Fällen § 822 BGB in Betracht, über den vom nunmehr „Zweitbeschenkten“ herausverlangt werden kann.
Umstritten ist, ob § 816 Abs. 1 S. 2 analog auf Fälle angewendet werden kann, in denen der Erwerber den Bereicherungsgegenstand zwar nicht unentgeltlich aber rechtsgrundlos erlangt. Im Beispiel des gutgläubigen Erwerbs ist dies der Fall, wenn der Vertrag zwischen dem nichtberechtigten Veräußerer und dem gutgläubigen Erwerber unwirksam ist, etwa weil der Erwerber geschäftsunfähig ist. Die Frage der Gleichstellung von rechtsgrundlos = unentgeltlich wurde erstmals vom Reichsgericht aufgeworfen. Der BGH bejaht in diesen Fällen eine analoge Anwendung des Anspruchs aus § 816 Abs. 1 S. 2 BGB: Der Erwerber sei wegen des unwirksamen Vertrages nicht verpflichtet, eine Gegenleistung zu erbringen, weswegen er ebenso wenig schutzwürdig sei wie derjenige, der die Sache von vornherein unentgeltlich erlangt. Daher könne die Norm auf den rechtsgrundlosen Erwerb angewendet werden, auch wenn der Erwerber tatsächlich ein „Vermögensopfer“ erbracht habe. Infolgedessen kann der frühere Berechtigte den Bereicherungsgegenstand direkt vom gutgläubigen Dritten herausverlangen. Diese Argumentation wird in der Wissenschaft vielfach abgelehnt und die analoge Anwendung verworfen: Im Gegensatz zum unentgeltlich Erwerbenden hat der rechtsgrundlos Erwerbende regelmäßig eine Leistung erbracht. Er kann diese zwar im Wege einer Leistungskondiktion vom Nichtberechtigten herausfordern, trägt jedoch dessen Insolvenzrisiko und muss alle Einwendungen des § 404 BGB gegen sich gelten lassen, die der Nichtberechtigte gegenüber dem früheren Berechtigten hatte. Dies sei nicht gerechtfertigt. Daher stehe dem früheren Berechtigten nur die Kondiktion der Kondiktion nach § 816 Abs. 1 S. 1 BGB gegen den Verfügenden offen.

### Leistung an einen Nichtberechtigten, § 816 Abs. 2 BGB
Der Anspruch aus § 816 Abs. 2 BGB stellt eine besondere Eingriffskondiktion dar. Er schützt die Interessen des Inhabers einer Forderung, wenn ein Dritter an dessen Stelle die geschuldete Leistung entgegennimmt und der Schuldner hierdurch von seiner Leistungspflicht frei wird. Grundsätzlich muss der Schuldner an seinen Gläubiger leisten, da eine Leistung an einen Dritten gegenüber dem Gläubiger keine Erfüllungswirkung (§ 362 BGB) entfaltet und daher die Schuld nicht zum Erlöschen bringt. Von diesem Grundsatz macht das Gesetz an mehreren Stellen aus Verkehrsschutzerwägungen Ausnahmen zu Gunsten des Schuldners. Eine solche besteht beispielsweise bei der Abtretung: Tritt ein Gläubiger seine Forderung an einen Dritten ab, der hierdurch neuer Gläubiger wird, hat eine Leistung des Schuldners an den früheren Gläubiger gemäß § 407 BGB trotz des Gläubigerwechsels befreiende Wirkung, wenn der Schuldner nicht um die Abtretung weiß. Diese Vorschrift schützt das Vertrauen des Schuldners darin, dass er weiterhin seinem ehemaligen Gläubiger verpflichtet ist. Da die Erfüllungsleistung jedoch nicht dem früheren, sondern dem gegenwärtigen Gläubiger zusteht, kann dieser mithilfe des Anspruchs aus § 816 Abs. 2 BGB die Herausgabe dieser Leistung verlangen.
Weitere Fälle, die zur Anwendbarkeit des § 816 Abs. 2 BGB führen können, regeln § 793, § 808, § 851, § 893 und § 2367 BGB. Nach überwiegender Auffassung kann der Berechtigte die Leistung an den Nichtberechtigten auch genehmigen und sich hierdurch den Anspruch aus § 816 Abs. 2 BGB eröffnen.

### Unentgeltliche Verfügung eines Berechtigten, § 822 BGB
§ 822 BGB kommt wie § 816 Abs. 1 S. 2 BGB zum Einsatz, wenn jemand unentgeltlich über einen Gegenstand verfügt. Der Unterschied zwischen beiden Normen besteht darin, dass die Verfügung bei § 822 BGB von einem Berechtigten vorgenommen wird. Dies ist beispielsweise der Fall, wenn jemand eine Sache an einen anderen in Erfüllung eines unwirksamen Vertrags übereignet, woraufhin dieser die Sache an einen Dritten verschenkt. Der frühere Eigentümer könnte sich bereicherungsrechtlich an seinen Vertragspartner wenden, kann von diesem allerdings nichts herausverlangen, da er nicht bereichert ist: Er hat den Bereicherungsgegenstand verloren und hierfür keine Gegenleistung erlangt. Da der Gesetzgeber auch hier den unentgeltlichen Erwerb als vermindert schutzwürdig ansieht, gewährt er dem früheren Eigentümer einen Bereicherungsanspruch gegen diesen.
Da ein solcher Durchgriff im Bereicherungsrecht jedoch eine Ausnahme darstellt, weil die Rückabwicklung von Verträgen grundsätzlich innerhalb der Leistungsbeziehungen abgewickelt wird, besteht der Anspruch aus § 822 BGB nur, wenn der Anspruch aus Leistungskondiktion aus rechtlichen Gründen ausgeschlossen ist. Zu einem solchen Ausschluss kommt es insbesondere durch die Einrede der Entreicherung nach § 818 Abs. 3 BGB. Ist diese Subsidiarität gewahrt, kann sich der Betroffene an denjenigen wenden, der durch die unentgeltliche Verfügung einen Vorteil erlangt hat und von diesem die Herausgabe des Vorteils verlangen.

## Rechtsfolgen

### Herausgabe der Bereicherung
Liegen die Voraussetzungen eines Bereicherungsanspruchs vor, ist der Anspruchsgegner verpflichtet, das Erlangte an den Anspruchssteller herauszugeben. § 818 Abs. 1 BGB erstreckt die Herausgabepflicht auf die gezogenen Nutzungen gemäß § 99 und § 100 BGB, also alle Früchte oder Gebrauchsvorteile des Bereicherungsgegenstands. Um eine Nutzung handelt es sich beispielsweise beim Mietzins, der durch die Vermietung eines rechtsgrundlos erlangten Pkw erwirtschaftet wird. Ebenfalls erfasst der Bereicherungsanspruch Surrogate des Bereicherungsgegenstands, also Werte, die im Vermögen des Anspruchsgegners an die Stelle des Bereicherungsgegenstands getreten sind, etwa eine Versicherungsleistung für die Zerstörung eines rechtsgrundlos erlangten Pkw.
Umstritten ist, ob sich § 818 Abs. 1 BGB auch auf rechtsgeschäftliche Surrogate erstreckt, etwa den Erlös aus einer Weiterveräußerung des Bereicherungsgegenstandes. Die vorherrschende Auffassung lehnt dies ab, da die Erlösherausgabe lediglich in § 816 Absatz 1 Satz 1 BGB angeordnet ist. Ein etwaiger Mehrerlös verbleibt daher beim Anspruchsgegner.

### Wertersatzpflicht, § 818 Abs. 2 BGB
Ist die Herausgabe des Bereicherungsgegenstands oder eines Surrogats im Sinne des § 818 Abs. 1 BGB unmöglich, verpflichtet § 818 Abs. 2 BGB den Anspruchsgegner dazu, Ersatz in Höhe des objektiven Werts des Bereicherungsgegenstands zu leisten. Nach vorherrschender Auffassung ist dabei der Wert im Zeitpunkt der Entstehung des Bereicherungsanspruchs maßgeblich.
Regelmäßig besteht Ersatzpflicht, wenn es sich beim Bereicherungsgegenstand um eine Dienstleistung handelt, etwa eine Flugreise, da eine solche nicht in natura herausgegeben werden kann. Der Wert wird in der Regel nach marktüblicher Vergütung bemessen. Zur Anwendung der Wertersatzpflicht des § 818 Abs. 2 BGB gelangt man ebenfalls bei der unbefugten Entnahme elektrischer Energie und der Übernahme eines Kundenstamms einer rechtsgrundlos erworbenen Kanzlei, wenn dieser Kundenstamm nicht bereit ist, zum früheren Inhaber der Kanzlei zurückzukehren.

### Einrede der Entreicherung, § 818 Abs. 3 BGB

#### Inhalt und Funktion der Einrede
§ 818 Abs. 3 BGB regelt die Einrede der Entreicherung. Macht der Anspruchssteller sie geltend, beschränkt sich die Kondiktion auf die Bereicherung, die gegenwärtig im Vermögen des Schuldners vorhanden ist. Die Einrede soll verhindern, dass der Anspruchsgegner infolge der Kondiktion finanziell schlechter steht, als er vor Eintritt der Bereicherung stand. Der funktionale Zweck der Entreicherungseinrede ist darauf zurückzuführen, dass das Bereicherungsrecht anders als das Schadensersatzrecht nicht an einen Verschuldensvorwurf geknüpft ist, weshalb die Bereicherungshaftung tendenziell schärfer ist. Mithilfe der Einrede der Entreicherung wird die verschuldensunabhängige Haftung auf ein angemessenes Maß reduziert, die dem Zweck des Bereicherungsrechts dient.
Auf Entreicherung kann sich der Anspruchsgegner etwa berufen, wenn er eine rechtsgrundlos erlangte Sache ersatzlos verliert, etwa durch Diebstahl oder Zerstörung. Wird der Bereicherungsgegenstand veräußert, ist der Anspruchsgegner allerdings so lange bereichert, wie er den Veräußerungserlös besitzt.

#### Ersparte Aufwendungen
Keine Entreicherung liegt vor, wenn der Bereicherungsschuldner eine Bereicherung verbraucht, etwa um seinen allgemeinen Lebensbedarf zu decken. Zwar scheidet das dafür notwendige Geld als Aufwendung aus dem Vermögenskreislauf des Schuldners aus, ihm verbleibt die Ersparnis eigener Aufwendungen als Vermögensvorteil gleichwohl. Der Schuldner bleibt bereichert, anders gesagt: er ist nicht entreichert. Gleiches gilt, wenn der Schuldner mit dem Bereicherungsgegenstand eine eigene Verbindlichkeit erfüllt.
Keine ersparte Aufwendung liegt vor, wenn der Schuldner eine Bereicherung als Ausgabe für einen persönlichen Vorteil nutzt, den er sich ohne die Bereicherung nicht geleistet hätte, etwa eine Luxusaufwendung. Luxusaufwendungen sind weder notwendig noch von fortdauerndem Vorteil. Als Lehrbuchfall mag der 1971 vom BGH entschiedene Flugreisefall dienen, bei dem ein Minderjähriger eine Flugreise ohne Flugschein anzutreten verstand, die er bei normalem Geschehensablauf mangels hinreichender Geldmittel nicht hätte buchen können.

#### Bereicherungsmindernde Vermögensnachteile
Entreicherung kann dadurch eintreten, dass ein erlangter Vorteil durch Vermögensnachteile aufgezehrt wird. Solche können in Aufwendungen auf den Bereicherungsgegenstand bestehen, beispielsweise Futterkosten für einen rechtsgrundlos erlangten Hund. Herausgabeansprüchen können Futterkosten als Entreicherung entgegengehalten werden. Zerstört der Hund Haushaltsgegenstände, so kann auch dies bereicherungsmindernd entgegengehalten werden. Inwieweit Schäden letztlich ersatzfähig sind, ist umstritten. Die Rechtsprechung verlangt hierfür einen kausal verknüpften Vermögensnachteil. In der Literatur wird überwiegend Anrechnung nur dann vorgenommen, wenn der Schuldner den Vermögensnachteil auf sich nimmt, weil er darauf vertraut, die Bereicherung dauerhaft behalten zu dürfen.
Inwieweit ein Kaufpreis bereicherungsmindernd geltend gemacht werden kann, richtet sich nach der Art des Bereicherungsanspruchs: Nicht berücksichtigungsfähig ist er im Rahmen der Nichtleistungskondiktionen. Bei der Leistungskondiktion sind die besonderen Prinzipien bei der Rückabwicklung gegenseitiger Verträge ausschlaggebend.

#### Bereicherungsrechtliche Rückabwicklung von gegenseitigen Verträgen
Bereicherungsrechtliche Rückabwicklungen gegenseitiger Verträge können zu Problemen führen. Ein unwirksamer Kaufvertrag kann für beide Parteien zu einer Leistungskondiktion führen. Die Leistungskondiktion des Verkäufers scheitert, wenn der Pkw zerstört wird und nicht zurückgewährt werden kann. Zwar kommt ein Wertersatzanspruch in Betracht, dem steht aber die Einrede der Entreicherung entgegen, da die Durchsetzung des Wertersatzanspruchs zu einem Vermögensverlust führte, der gerade nicht Bestandteil des Bereicherungsrechts ist. Wenn der Käufer trotz Zerstörung des Pkw seinen Kaufpreis in voller Höhe zurückverlangen könnte, würde ein unbilliges Ergebnis erzielt, das der gesetzlichen Risikoverteilung zuwiderläuft, denn der Untergang der Kaufsache ist ab Gefahrübergang dem Käufer zugewiesen. Aus diesem Grund entwickelten Rechtsprechung und Literatur unterschiedliche Ansätze, um das Ergebnis zu korrigieren:

##### Saldotheorie
Die vorherrschende Saldotheorie modifiziert die Rechtsfolgen des Bereicherungsanspruchs dadurch, dass sie die wechselseitigen Bereicherungsansprüche der Parteien nicht voneinander losgelöst betrachtet, sondern ipso iure ohne Aufrechnungserklärung saldiert. Sie überträgt sodann die synallagmatische Verknüpfung der Leistungspflichten aus dem abzuwickelnden Schuldverhältnis in das Bereicherungsrecht („faktisches Synallagma“). Verbleibt nach Saldierung ein positiver Saldo zugunsten einer Partei, kann der andere diesen Überschuss als ungerechtfertigte Bereicherung herausverlangen. Problematisch ist der Fall der Saldierung bei Bereicherungswegfall nach § 818 Abs. 3 BGB, weil eine Partei nicht mehr zur Rückgewähr verpflichtet ist. Hier wird der Wert dieser Leistung von dem eigenen Bereicherungsanspruch des Entreicherten abgezogen, der Wert der Entreicherung wird zur Abzugsposition. Wenn der Käufer einen untergegangenen Pkw nach nichtigem Kaufvertrag nicht herausgeben kann, wird der Wert (Kaufpreis) zur Abzugsposition, sodass das Saldo auf Null lautet und der Verkäufer den Kaufpreis letztlich behält. Darin liegt letztlich eine Einschränkung des § 818 Abs. 3 BGB.
Kritische Stimmen werfen der Saldotheorie vor, dass sie keine Grundlage im Gesetz findet und daher dogmatisch kaum zu begründen ist. Erweiterungen des Synallagma fallen schwer, da unterstellt werden muss, dass die Risikoverteilung eines gültigen Vertrages Fortbestand hat, was dem Gedanken der Nichtigkeit aber zuwiderläuft und als unsauber empfunden wird. Gleiches gilt für die Berufung auf den Grundsatz venire contra factum proprium, denn einen (allgemeinen) Vertrauensschutz kann ein nichtiger Vertrag gerade nicht entfalten. Die Rechtsprechung schränkt die Saldotheorie allerdings in solchen Fällen ein, in denen das Bedürfnis des Parteienschutzes größer ist als die Korrektur der Risikoverteilung. So findet sie keine Anwendung zu Lasten Minderjähriger oder Geschäftsunfähiger, da ansonsten der im Gesetz verankerte besondere Schutz dieser Personen umgangen würde. Ebenfalls keine Wirkung entfaltet die Saldotheorie zulasten eines arglistig Getäuschten oder dem Wucher Unterliegenden. Schließlich wird sie nicht angewandt, wenn der Untergang der Sache Folge eines Mangels ist, für den der Leistende hätte haften müssen.
Zusammenfassend kann attestiert werden, dass gleichartige Bereicherungsansprüche grundsätzlich saldiert werden können. Dem nach § 818 Abs. 3 BGB Entreicherten steht die Abzugsposition des Werts der Entreicherung seinem eigenen Bereicherungsanspruch zur Saldierung gegenüber, sofern er die Entreicherung zu vertreten hat oder der Schutzzweck der Nichtigkeitsnorm einen Abzug verbietet.

##### Eingeschränkte Zwei-Kondiktionentheorie
Die Schwächen, die die Konstruktion eines „faktischen Synallagmas“ der Saldotheorie mit sich bringen, versucht die entgegenstehende Zweikondiktionentheorie durch einen anderen Ansatz zu vermeiden. Sie betrachtet die jeweiligen Bereicherungsansprüche der Vertragspartner isoliert und stellt sie unabhängig voneinander gegenüber. Sie üben keinen Einfluss aufeinander aus. Konsequenterweise kann der Bereicherungsschuldner wegen seines eigenen Anspruchs allenfalls Zurückbehaltungsrechte geltend machen oder er rechnet auf, wobei er die Aufrechnung auch erklären muss. Im Gegensatz zur Saldotheorie erfolgt somit keine Saldierung ipso iure. Verschlechterungen der Sache oder deren Untergang wirken für den anderen nachteilig, denn dessen Rückabwicklungsanspruch bleibt gerade unbeeinflusst.
Eine strikte Anwendung dieser Theorie können allerdings zu unbilligen Ergebnissen führen. Daher unterliegt sie Einschränkungen. Diese werden aus den Wertungen des Rücktrittsrechts hergeleitet. Wer das Risiko der Entreicherung letztlich zu tragen hat, soll sich danach richten, wem das Risiko des Untergangs der Sache gesetzlich zugewiesen wird. § 346 Abs. 3 Nr. 3 BGB ordnet an, dass den Käufer die Haftung für den Untergang der Sache trifft, wenn ihm Verschulden nachweisbar ist.
Die Schwäche dieser Ansicht liegt darin, dass ein Verkäufer, der den Käufer einer Sache arglistig täuscht, einen Bereicherungsanspruch zugestanden erhielte, weil der Käufer auf der anderen Seite den Untergang der Sache zu vertreten hatte. Aus diesem Grund findet sie Anwendung nur dort, wo insbesondere der Minderjährigenschutz die Stringenz der Unabhängigkeit der Kondiktionsstränge dies erforderlich macht.

### Verschärfte Haftung, § 818 Abs. 4 – § 820 BGB
Gemäß § 818 Abs. 4 BGB haftet der Schuldner ab dem Zeitpunkt der Rechtshängigkeit (§ 261 ZPO) nach den allgemeinen Regeln. Klagerhebung (Zustellung der Klageschrift) und Anspruchserhebung in der mündlichen Verhandlung führen zur Rechtshängigkeit des Anspruchs. Kenntnis von der Herausgabepflicht und Gesetzes- oder Sittenverstoß führen zur Haftungsverschärfung nach § 819 Abs. 1 BGB. Gleiches gilt umgekehrt für den Leistungsempfänger (§ 819 Abs. 2 BGB). Auch ungewisser Erfolgseintritt kann nach § 820 BGB eine Haftungsverschärfung auslösen, was darauf abzielt, dass der Erfolg letztlich nicht eintritt.

## Bereicherungsrechtliche Abwicklung in Mehrpersonenverhältnissen
Als häufig schwierig gilt die bereicherungsrechtliche Rückabwicklung von Mehrpersonenverhältnissen, da es eine Vielzahl möglicher Fallgestaltungen gibt, die eine unterschiedliche Behandlung erfordern kann. In ständiger Rechtsprechung vertritt der BGH die Auffassung, dass sich bei der bereicherungsrechtlichen Behandlung von Vorgängen, an denen mehr als zwei Personen beteiligt sind, jede schematische Lösung verbiete und es stets auf die Besonderheiten des Einzelfalles ankomme.
Grundsätzlich kann dabei festgehalten werden, dass die Leistungskondiktion Vorrang vor der Nichtleistungskondiktion hat. Das bedeutet, dass der Bereicherungsausgleich vornehmlich in den jeweiligen Leistungsverhältnissen erfolgt. Das kann bisweilen in Mehrpersonenverhältnissen kompliziert werden, da sich die Zuwendung einer Sache aus dem Blickwinkel des einen als Leistung, aus dem Blickwinkel eines anderen Gegenstands als Eingriff in ein fremdes Recht darstellen kann. Falls unklar ist, wer an wen geleistet hat, ist aus Gründen des Verkehrsschutzes die Sicht des Leistungsempfängers maßgeblich.
Beispielsfall: V verkauft und übereignet an K eine Sache. K verkauft und übereignet diese Sache seinerseits an einen Dritten D. Ist der Kaufvertrag zwischen V und K nichtig, hat V gegen K einen Anspruch aus Leistungskondiktion. Da K die Sache nicht mehr herausgeben kann, da er sein Eigentum an D verloren hat, muss er Wertersatz leisten. Fällt K in Insolvenz, erhält V aufgrund der Entreicherung des K nichts. V hätte daher ein Interesse daran, sich an D zu halten. Dies ist jedoch ausgeschlossen, da dieser Eigentum und Besitz an der Sache von seinem Vertragspartner K erlangt hat, also durch eine Leistung. Folglich können diese Bereicherungsgegenstände nur durch eine Leistungskondiktion herausverlangt werden, also nur durch K.

### Prinzip der Leistungskette
Von Bedeutung ist die Abwicklung von Mehrpersonenverhältnissen in den Leistungsketten (A – B – C). Klassischer Anwendungsfall ist die Banküberweisung (Dreipersonenverhältnis: Anweisender Bankkunde – ausführende Bank – Überweisungsempfänger). In dieser Konstellation können Pathologien eintreten. So kann es der Anweisung an Wirksamkeit fehlen, es kann sich herausstellen, dass es einer Partei an Geschäftsfähigkeit mangelt, der Überweisungsempfänger hat möglicherweise gar keine Forderung gegen den Anweisenden. Grundsätzliche Erwägungen führen deshalb zu folgenden Herangehensweisen: Liegt ein einfacher Mangel vor, wird im entsprechenden Leistungsverhältnis kondiziert, was nur ausnahmsweise nicht im Falle der Herausgabepflicht eines Dritten nach § 822 BGB gilt. Liegt ein doppelter Mangel vor (Störung in beiden Schuldverhältnissen), wird grundsätzlich unter gleichen Bedingungen verfahren. Das heißt in diesem Fall insbesondere, dass weder eine „Durchgriffskondiktion“ (beispielsweise im Verhältnis A – C) stattfindet, noch eine Beschränkung auf eine „Kondiktion der Kondiktion“ (Abtretung des Bereicherungsanspruchs des B – C beispielsweise an A). Ein Doppelmangel erhöht für A nämlich die Risiken, denn gegebenenfalls kann C Einwendungen (beispielsweise Zurückbehaltungsrechte) gegen die Durchsetzung erheben, die B nicht hätte vorbringen können. Grundsätzlich sollen die Beteiligten eines Leistungsverhältnisses auch das jeweilige Insolvenzrisiko untereinander tragen und nicht Gefahr laufen, von Dritten bereicherungsrechtlich in Anspruch genommen zu werden (Rückabwicklung eines Schuldverhältnisses im Innenverhältnis inter partes).
Im Bereicherungsrecht ist eine Vielzahl von Fallgestaltungen in Mehrpersonenverhältnissen denkbar. Rechtsprechung und Literatur bemühen sich deshalb um allgemein anerkannte Grundsätze, die diesen Konstellationen gerecht werden.

### Dreiecksverhältnis
Anders als in den skizzierten Leistungsketten des Zweipersonenverhältnisses, handelt es sich bei Dreiecksbeziehungen um Konstellationen, in denen die einzelnen Geschäfte nicht zwingend erkennbar isoliert nebeneinanderstehen, sondern einen inneren Zusammenhang aufweisen. Ein solcher Zusammenhang kann etwa darin liegen, dass jemand tätig wird, um die Erfüllung einer Pflicht aus dem anderen Rechtsverhältnis zu ermöglichen.

#### Anweisung
Anweisungsgeschäfte sind Rechtsgeschäfte, bei denen ein Anweisender (Geldschuldner) den Zuwender (Bank) beauftragt, an den Empfänger (Geldgläubiger) zu überweisen, ein klassischer Fall im bargeldlosen Zahlungsverkehr mittels Überweisungsauftrag. Hieraus ergibt sich das Problem, gegen wen die zuwendende Bank Herausgabeansprüche hat, wenn etwas schiefliegt: gegen den Anweisenden oder gegen den Empfänger?
Ist die Weisung (Auftrag und Auftragsdurchführung) wirksam, das Kausalgeschäft (Rechtsgrund der Anweisung) hingegen unwirksam, so wird der Leistungsempfänger ungerechtfertigt bereichert. Die Abwicklung erfolgt innerhalb der Leistungsverhältnisse.
Anders liegt der Fall, wenn die Weisung (Auftrag und Auftragsdurchführung) unwirksam ist, sodass eine Bereicherung des Schuldners (des Anweisenden) wegen Schuldtilgung vorliegt. In diesem Fall kann sich die Bank an ihren Kunden (= Anweisender) halten und bei ihm dann kondizieren, wenn die Anweisung zunächst wirksam war, dann aber vom Anweisenden ohne Kenntnis des Empfängers (= Geldleistungsgläubiger) angefochten oder widerrufen wurde.
Wieder anders liegt dann dieser Fall: Ein Fehlen oder die anfängliche Unwirksamkeit einer Weisung beziehungsweise Kenntnis des Empfängers (= Geldleistungsgläubigers) von der nachträglich eingetretenen Unwirksamkeit der Weisung bei Empfang der Zahlung, führt dazu, dass die Bank sich diesmal an den Leistungsempfänger halten und bei ihm kondizieren kann. Dies folgt daraus, dass es beim Empfänger an einem Rechtsscheintatbestand für das Behaltendürfen fehlt, sodass dieser nicht schutzwürdig ist.

#### Zuwendung aufgrund echten Vertrags zugunsten Dritter
Auch Zuwendungen aufgrund eines pathologischen echten Vertrags zugunsten Dritter (§ 328 BGB) kann ein Fall des Bereicherungsausgleichs im Mehrpersonenverhältnis sein. Beim echten Vertrag zugunsten Dritter schließen der Versprechende und der Versprechensempfänger einen Vertrag, durch den sich der Versprechende zur Leistung gegenüber einem Dritten verpflichtet. Ein Vertragszweck ist dabei die Verkürzung des Leistungsweges. Abgewickelt wird gleichwohl in den Leistungsverhältnissen.
Ein weiterer Vertragszweck ist die Versorgung des Dritten. Die Abwicklung verläuft im Verhältnis des Zuwenders zum Dritten. Die Vereinbarung lautet, dass abweichend von § 335 BGB nur der Dritte anspruchsberechtigt sein soll. Entgegen § 335 BGB erfolgt die Abwicklung im Verhältnis des Zuwendenden zum Dritten.
Die Zuwendung kann aber eine eigenständige Leistung an den Dritten darstellen, wenn das Forderungsrecht des Dritten vom Bestand des Vertrags losgelöst ist.

#### Tilgung einer fremden Schuld
Ein weiterer Anwendungsfall ist die Tilgung fremder Schuld gemäß § 267, § 362 BGB. Hier wird unterschieden:
Hat der Schuldner die Leistung des Dritten nicht veranlasst, leistet dieser an den Schuldner, wenn die Schuld tatsächlich besteht, denn er bewirkt die Erfüllung von dessen Schuld. Besteht die Schuld hingegen nicht, wird lediglich der Gläubiger bereichert, weswegen dem Leistenden einen Bereicherungsanspruch gegen diesen zusteht.
Besteht die Schuld nicht, liegt eine Bereicherung des Gläubigers vor. Die Kondiktion gegen ihn erfolgt im Wege des § 812 Abs. 1 S. 1, Alt. 1 BGB oder im Wege des § 812 Abs. 1 S. 2 Alt. 1 BGB.
Besteht hingegen die Schuld, liegt eine Bereicherung des Schuldners wegen Tilgung vor. In Betracht kommt ein Anspruch gegen den Schuldner aus den auftragsrechtlichen Normen des § 662, § 670 BGB, gegebenenfalls aus Geschäftsführung ohne Auftrag gemäß § 677, § 683, § 670 BGB. Lediglich subsidiär ist eine Rückgriffskondiktion im Sinne des § 812 Abs. 1 S. 1 Alt. 2 BGB möglich.
Wird auf eine nur vermeintlich eigene Schuld geleistet, liegt grundsätzlich kein Fall der Tilgung fremder Schuld vor. Hier kommt die Kondiktion gegen den Gläubiger (= Empfänger der Leistung) aus § 812 Abs. 1 S. 1 Alt. 1 BGB in Betracht. Nach ständiger Rechtsprechung ist sogar eine nachträgliche Fremdtilgungsbestimmung möglich, sofern dadurch nicht die schutzwürdigen Interessen Dritter beeinträchtigt werden. Insoweit greift für die Rückabwicklung die Kondiktion, die gegen den wirklichen Schuldner geführt wird.
Veranlasst der Schuldner hingegen die Drittleistung, erfolgt die Rückabwicklung wegen der vergleichbaren Interessenlage wie bei den Anweisungsfällen.

#### Einfluss sachenrechtlicher Wertungen
Ein Fall des Bereicherungsausgleichs in Dreiecksbeziehungen kann beim „Erwerb durch Handeln eines Nichtberechtigten auf Kosten des Berechtigten“ entstehen. Verknüpft damit ist die Frage, ob der Berechtigte Herausgabe auch beim Erwerber verlangen kann. Eine derartige Fallkonstellation liegt vor, wenn ein Bauunternehmer im Auftrag seines Bestellers ein Gebäude errichtet und hierbei fremdes Baumaterial verbaut. Der BGH hatte hier darüber zu entscheiden, ob der Eigentümer des Baumaterials, der sein Eigentum durch Verarbeitung verloren hatte, vom Besteller Wertersatz fordern kann. Um zu beurteilen, wer bei wem kondizieren kann, erfolgt ein Rückgriff auf sachenrechtliche Wertungen, insbesondere die des gutgläubigen Erwerbs vom Nichtberechtigten.
Zunächst wird darauf abgestellt, ob die zugrundeliegende Verfügung entgeltlich oder unentgeltlich erfolgt ist. Im Falle unentgeltlicher Verfügungen, kann sich der Berechtigte gemäß § 816 Abs. 1 S. 2 BGB an den Erwerber halten. Im Falle entgeltlicher Verfügungen wird das „Wertungsmodell“ der §§ 816 Abs. 1, § 932-§ 935. BGB, § 366 HGB herangezogen: konnte der Besteller gutgläubig Eigentum an der Sache erwerben, kann er nicht bereicherungsrechtlich in Anspruch genommen werden, da er nach sachenrechtlichen Wertungen schutzwürdiger ist als der frühere Eigentümer (Schutz des Verkehrsinteresses). Wäre er hingegen nicht Eigentümer geworden, etwa weil die Sache deren Vor-Eigentümer gemäß § 935 BGB abhandengekommen war, kann ausnahmsweise bei ihm kondiziert werden, da der frühere Eigentümer dann schutzwürdiger ist (Schutz des Eigentumsbestandsinteresses).
Grundsätzlich gilt bei gesetzlichem Eigentumserwerb: Ein Bereicherungsausgleich findet gemäß § 951 BGB in Fällen des Erwerbs durch Verbindung, Vermischung oder Verarbeitung statt, §§ 946 ff. BGB. Die rechtsgrundlose Bereicherung liegt in diesem Fall darin, dass der Anspruchsteller sein Eigentum verliert, während der Anspruchsgegner welches erwirbt. Der zur Lieferung der abredewidrig bestellten Ware beauftragte Lieferant will sich schadlos halten, nachdem sein Vertragspartner beispielsweise in Insolvenz gefallen ist. Bei Mehrpersonenverhältnissen geht die herrschende Meinung davon aus, dass maßgeblich ist, als wessen Leistung sich die Zuwendung aus Sicht des Zuwendungsempfängers darstellt (Leistungsverhältnis).

## Einrede der Bereicherung, § 821 BGB
Gemäß § 821 BGB darf ein Schuldner die Erfüllung einer ohne Rechtsgrund eingegangenen Verbindlichkeit auch dann verweigern, wenn sein Anspruch auf Befreiung von der Verbindlichkeit verjährt ist. Diese Einrede ergänzt das Leistungsverweigerungsrecht, das aus § 242 BGB folgt. Hiernach kann der Schuldner vor Eintritt der Verjährung die Leistung an den Gläubiger verweigern, da dieser sie unverzüglich wieder als rechtsgrundlose Bereicherung herausgeben müsste.

## Internationales Bereicherungsrecht
Das autonome internationale Bereicherungsrecht ist in den Art. 38, Art. 41 und Art. 42 EGBGB geregelt. Anwendungsvorrang hat jedoch EU-Recht. Das auf die ungerechtfertigte Bereicherung anwendbare Recht bestimmt Art. 10 Rom-II-VO. Ein Anwendungsbereich für das nationale Recht bleibt damit nur innerhalb der Gebiete, die nach Art. 1 Abs. 2 der Rom-II-VO von deren Anwendungsbereich ausgeschlossen sind.